# Anthothoe vagrans
Anthothoe vagrans is een zeeanemonensoort uit de familie Sagartiidae. De anemoon komt uit het geslacht Anthothoe. Anthothoe vagrans werd in 1909 voor het eerst wetenschappelijk beschreven door Stuckey. 